# 441
El 441 (CDXLI) fou un any comú començat en dimecres del calendari julià.

## Esdeveniments
- L'emperador Valentinià III envia un exèrcit per combatre els bagaudes a la zona de l'Ebre.
- Els huns envaeixen els Balcans
- Els sueus conquereixen Sevilla